# NGC 4132
NGC 4132 est une galaxie spirale située dans la constellation de la Chevelure de Bérénice. NGC 4132 a été découverte par l'astronome germano-britannique William Herschel en 1785.

## Caractéristiques
Sa vitesse par rapport au fond diffus cosmologique est de 4 287 ± 202 km/s, ce qui correspond à une distance de Hubble de 63,2 ± 4,4 Mpc (∼206 millions d'al).
NGC 4132 présente une large raie HI.

## Groupe de NGC 4185
Selon A.M. Garcia, la galaxie NGC 4132 fait partie d'un groupe de galaxies qui compte au moins 13 membres, le groupe de NGC 4185. Les membres du groupe sont dans l'ordre de la liste de Garcia NGC 4131, NGC 4134, NGC 4169, NGC 4174, NGC 4175, NGC 4185, NGC 4196, NGC 4253, NGC 4132, MCG 5-29-24 (PGC 38602 sur l'image de l'encadré), MCG 5-29-35, UGC 7221 et UGC 7294.
Dans un article publié en 1998, Abraham Mahtessian mentionne aussi l'existence de ce groupe, mais les cinq dernières galaxie de la liste de Garcia ne sont pas incluses.